# Ilha Fergusson
Fergusson é a maior ilha das ilhas D'Entrecasteaux, na Papua-Nova Guiné. Está a leste da Nova Guiné. Administrativamente pertence à província de Milne Bay. Tinha cerca de 13000 habitantes em 1971.
O relevo da ilha é dominado por três vulcões, o mais alto atingindo 1947 m de altitude (monte Kilkerran). A ilha Fergusson está a 3 km da ilha Normanby estando desta separada pelo estreito de Dawson e a 4 km da ilha Goodenough, separada pelo estreito de Moresby.
Uma espécie de pombo conhecido por um único exemplar de 1882, foi encontrada e egistada em vídeo na ilha Fergusson em final de 2022.

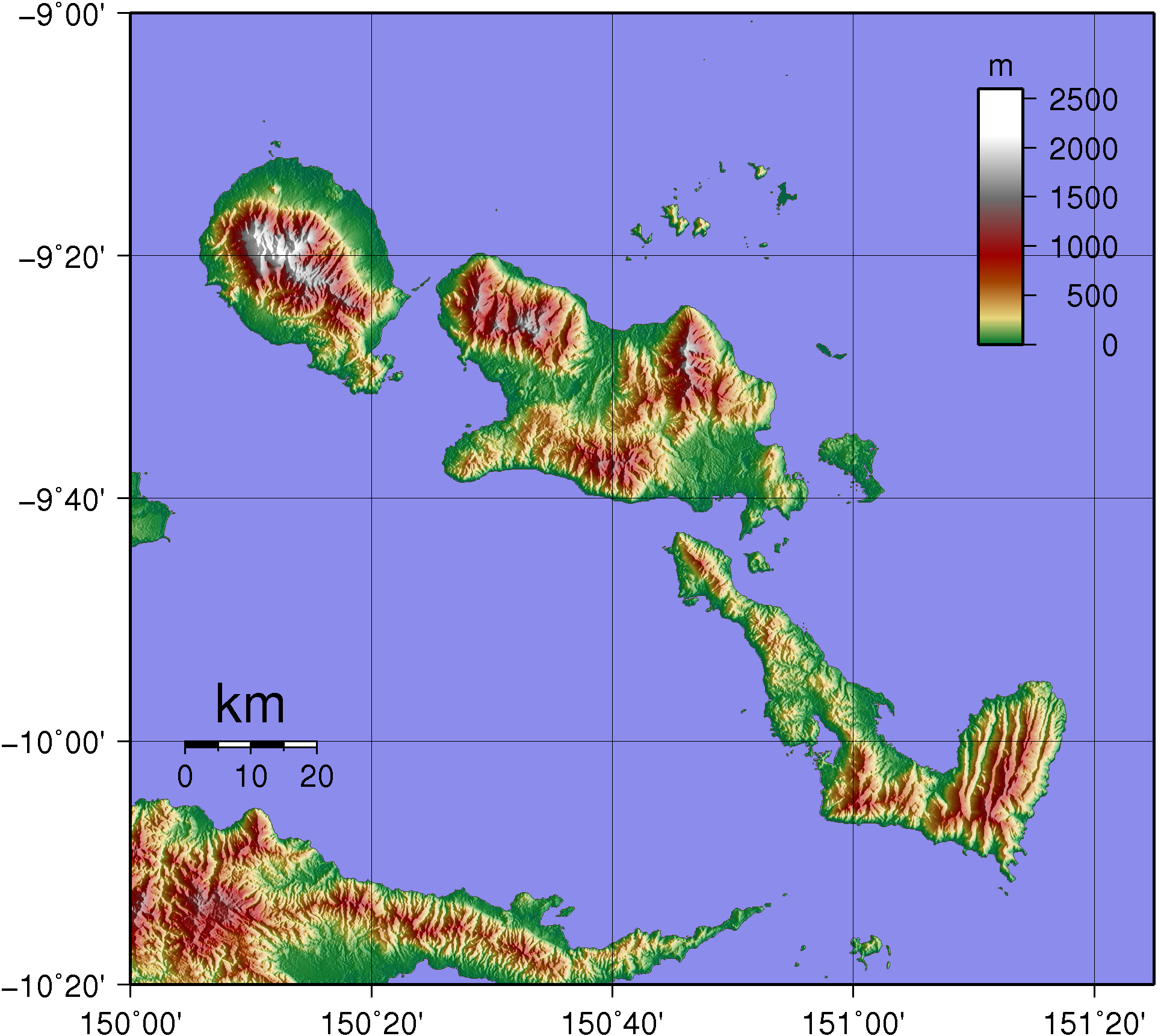
Mapa topográfico das ilhas D'Entrecasteaux